# 银叶杜茎山
银叶杜茎山（学名：Maesa argentea）为紫金牛科杜茎山属下的一个种。

## 扩展阅读
- 維基物種上的相關：银叶杜茎山